# 2 Die 4
"2 Die 4" é uma canção gravada pela cantora e compositora sueca Tove Lo. Foi lançada em 27 de julho de 2022, pela gravadora de Lo, Pretty Swede Records, uma marca da Mtheory, servindo como o quarto single de seu quinto álbum de estúdio, Dirt Femme (2022). Lo co-escreveu a canção com Gershon Kingsley e seu produtor Oscar Görres.

## Antecedentes e lançamento
Lo estreou a música, junto com “True Romance” durante seu primeiro show ao vivo desde a pandemia no The Observatory de Santa Ana em 18 de maio de 2022, e continuou tocando as duas faixas durante as datas da turnê de 2022 nos EUA e na Europa. Após sua estreia ao vivo, “2 Die 4” instantaneamente chamou a atenção dos fãs, que começaram a pedir para que a música fosse lançada. Após vários pedidos, Lo compartilhou no TikTok uma prévia da música pela primeira vez em 30 de junho. Em 14 de julho, a capa da canção e sua data de lançamento foram reveladas e confirmadas posteriormente em suas redes sociais, com o link de pré-salvamento e sua data de lançamento para 27 de julho. A canção estreou no programa Future Sounds da BBC Radio 1 de Clara Amfo em 27 de julho de 2022.

## Composição
“2 Die 4” foi produzida por Oscar Görres (também conhecido como OzGo), e contém amostra de "Popcorn", instrumental de 1969 composto por Gershon Kingsley e originalmente lançado pela banda americana Hot Butter em 1972. A faixa foi escrita por Lo, Gorres e Kingsley. Embora Lo e o produtor Görres tenham sido vistos juntos no estúdio várias vezes ao longo dos anos, “2 Die 4” marca apenas sua segunda colaboração a ser lançada, sendo a primeira em “Flashes”, canção presente em seu álbum Lady Wood de 2016. “Com '2 Die 4', eu queria uma energia ‘instantaneamente icônica’. Eu nunca usei um sample de nada antes, e este parecia o primeiro momento perfeito. Liricamente, eu queria que fosse aquela música ‘me pegue quando estiver me sentindo pra baixo’. No começo, é como um abraço caloroso, depois você se afasta, solta um grito e começa a dançar”, disse Lo em um comunicado.
Lo disse sobre o significado por trás da canção: “Esta é minha nova música para '2 Die 4'. Alguns de vocês podem reconhecer partes dela, é um remake da música 'Popcorn' do Hot Butter e espero que gostem. É a música perfeita para tocar para alguém que precisa de um pouco de estímulo e você os leva para dançar e se maquia um pouco, divirta-se!” Na música, Lo canta: “Você me diz que sou tão bonita / Mas você parece muito triste com alguma coisa / Você me diz que é porque sua coração dói / Mas comigo, você não se sente mal.” O tom animado da música muda de volta para o refrão: “Cara, eu espero que você me ligue, me ligue / Porque eu sei que não vou te decepcionar / E eu espero que você acredite, acredite que estarei aqui para você, aqui para você.” Ela completa: “Apareça e venha comigo / Você é para se morrer todo dia / Quando penso em você, o mundo fica menos triste, vamos fazer de novo”,

## Vídeo musical
Um primeiro vídeo de “2 Die 4”, intitulado (Cena 3), estreou em 27 de julho de 2022, junto com o lançamento da música. Trajando uma roupa, digamos, “futurista” com um vibrador anexado e vagando pela paisagem do deserto, puxando sua longa trança sugestivamente e arbitrariamente enquanto ela parece andar sem rumo, sem nenhum destino específico em mente além do buraco de outra pessoa para potencialmente penetrar. Foi dirigido por Kenny Laubbacher (que trabalhou anteriormente com Lo em “Thousand Miles”, faixa presente em seu álbum de estreia de 2014). Sobre o vídeo, Lo comentou: “Eu queria fazer algo nostálgico [em termos de sonoridade], mas sexy e icônico. A personagem para esta cena é [como] uma Mulher-Maravilha com essa energia de ter um pênis grande e eu adoro isso. Agora, se você sabe o que é bom para você, ouça repetidamente.” O vídeo oficial foi lançado em 30 de agosto. Dirigido por Anna-Lisa Himma, ele nos leva ao extremo as melhores partes de Y2K. Em tons de azul, verde e rosa, Lo ressuscita a cena europop club que lhe trouxe fama no início dos anos 2010. Lo a elogiou: “Eu não havia trabalhado com ela ainda. Mas, ela é super talentosa, e ela teve ótima ideias para fazer tudo. Essa típica coisa pop mais com uma bizarra viravolta. Vocês sabem… eu amo!”. O vídeo mostra Lo abraçando totalmente a moda dos primeiros anos em um ambiente de clube, enquanto as partes posteriores mostram seus dançarinos se molhando e selvagens ao refrão contagiante da música. Falando sobre a inspiração para o vídeo, Lo explicou: “Queríamos fazer uma experiência pop puta Y2K. Com toda a coreografia, as roupas, a umidade. Acho que mais do que entregamos.” Lo ainda contou que alguns dançarinos do vídeo estiveram no filme de terror Climax (2018). “Assista quando você estiver se sentindo um pouco mais emocionalmente estável. Ele é muito intenso, mas é lindo“, disse ela sobre o longa-metragem.